# District d'Oloron
Le district d'Oloron est une ancienne division territoriale française du département des Basses-Pyrénées de 1790 à 1795.
Il était composé des cantons d'Oloron, Accous, Aramits, Arudy, Bielle, Lasseube, Monein, Navarreinz et Sainte Marie.